# Epizoanthus liguricus
Epizoanthus liguricus is een Zoanthideasoort uit de familie van de Epizoanthidae. De wetenschappelijke naam van de soort is voor het eerst geldig gepubliceerd in 1957 door Pax & Muller.